# Gåstjärnen (Skellefteå socken, Västerbotten)
Gåstjärnen är en sjö i Skellefteå kommun i Västerbotten och ingår i Skellefteälvens huvudavrinningsområde.